# Istraživanja
Neka od najvažnijih istraživanja zapadne civilizacije (kronološkim redom):
| Istraživanje                                           | Kada                        | Tko (istraživač)                                  |
| ------------------------------------------------------ | --------------------------- | ------------------------------------------------- |
| Duž zapadne europske obale do otoka Thule              | oko 330. pr. Kr.            | Piteja iz Masilije                                |
| Srednji Istok i Indija                                 | 325. pr. Kr. – 280. pr. Kr. | Aleksandar Veliki                                 |
| Grenland                                               | 900.                        | Gunnbjørn                                         |
| Put svile                                              | 1274. – 1295.               | Marko Polo                                        |
| Rijeka Kongo                                           | 1482.                       | Diogo Cão                                         |
| Rt Dobre Nade                                          | 1488.                       | Bartolomeu Dias                                   |
| Amerika                                                | 1492.                       | Kristofor Kolumbo                                 |
| Morski put do Indije                                   | 1497. – 1498.               | Vasco da Gama                                     |
| Karibi                                                 | 1493. – 1502.               | Kristofor Kolumbo                                 |
| Jamajka                                                | 1494.                       | Kristofor Kolumbo                                 |
| Unutrašnji Meksiko i Srednja Amerika                   | 1519. – 1524.               | Hernán Cortés                                     |
| Peru i Ekvador                                         | 1531. – 1534.               | Francisco Pizarro                                 |
| Oko Zemlje                                             | 1519. – 1522.               | Ferdinand Magellan                                |
| Timor                                                  | 1522.                       | Juan Sebastián Elcano                             |
| Carstvo Inka                                           | 1531. – 1534.               | Francisco Pizarro                                 |
| Sjever                                                 | 1574. – 1631.               | Henry Hudson                                      |
| Sjever                                                 | 1594. – 1597.               | Willem Barents                                    |
| Oceanija                                               | 1642. – 1643.               | Abel Tasman                                       |
| Oceanija                                               | 1768. – 1779.               | James Cook                                        |
| Sjeverni Pacifik, zapadna Aljaska, istočne obale Azije | 1771.                       | Moric Benovsky                                    |
| Havajsko otočje                                        | 1778.                       | James Cook                                        |
| Srednja Amerika i Latinska Amerika                     | 1799. – 1803.               | Alexander von Humboldt                            |
| Sjeverna Amerika                                       | 1804. – 1806.               | Lewisova i Clarkova ekspedicija                   |
| Sjeverni magnetski pol                                 | 1. lipnja 1831.             | James Clark Ross                                  |
| Afrika                                                 | 1849. – 1863.               | David Livingstone                                 |
| Sjeverni morski put                                    | 1878.                       | Adolf Erik Nordenskiöld                           |
| Južni magnetski pol                                    | 16. siječnja 1909.          | Douglas Mawson, Edgeworth David i Alistair Mackay |
| Sjeverni pol                                           | 6. travnja 1909.            | Robert Peary                                      |
| Južni pol                                              | 14. prosinca 1911.          | Roald Amundsen                                    |
| Južni pol                                              | 18. siječnja 1912.          | Robert Falcon Scott                               |
| Mjesec                                                 | 20. srpnja 1969.            | Apollo 11                                         |

### Više informacija
- Velika geografska otkrića
- Istraživanje Australije
- Istraživanje visokih Alpi
- Portugal u razdoblju geografskih otkrića